# Sultan al-Nejadi
Sultan Saif al-Nejadi (arabisch سلطان النيادي, DMG Sulṭān an-Niyādī; geb. 23. Mai 1981 in Umm Ghafa) ist Informationstechniker und einer von zwei Astronauten der Vereinigten Arabischen Emirate.

## Ausbildung
Al-Nejadi ging in al-Ain im Emirat Abu Dhabi zur Schule. Ein Studium an der University of Brighton in Großbritannien schloss er als Bachelor der Elektro- und Kommunikationstechnik ab; anschließend arbeitete er als Ingenieur für Netzwerksicherheit bei den Streitkräften der Vereinigten Arabischen Emirate. 2008 erwarb er einen Masterabschluss in Informationstechnik an der Griffith University in Melbourne (Australien). Er promovierte und veröffentlichte einige wissenschaftliche Arbeiten.

## Astronautentätigkeit
Im Jahr 2017 wurde das bemannte Raumfahrtprogramm der Vereinigten Arabischen Emirate ins Leben gerufen. Sultan al-Nejadi bewarb sich als einer von 4022 Astronautenkandidaten. Nach einem mehrstufigen Auswahlverfahren fiel im September 2018 die Entscheidung, dass er zusammen mit Hassa al-Mansuri die erste Raumfahrergruppe der Emirate bildet. Beide trainierten danach am Juri-Gagarin-Kosmonautentrainingszentrum bei Moskau.
Al-Nejadi war Ersatzmann von al-Mansuri bei einer einwöchigen Raumfahrtmission im Herbst 2019. Falls al-Mansuri ausgefallen wäre, wäre al-Nejadi mit dem Raumschiff Sojus MS-15 zur Internationalen Raumstation (ISS) geflogen.
Im Juli 2022 wurde al-Nejadi für die ISS-Mission SpaceX Crew-6 ausgewählt. Der Flug brachte am 2. März 2023 vier Mitglieder der ISS-Expedition 69 ins All. Im Rahmen dieser Mission führte er am 28. April 2023 als erster Astronaut der Vereinigten Arabischen Emirate einen Außenbordeinsatz durch. Insgesamt verbrachte er 186 Tage im All.

## Privates
Al-Nejadi ist verheiratet und hat fünf Kinder.